# عبد العزيز المفرج (لاعب كرة قدم)
عبد العزيز المفرج (مواليد 21 يناير 1986) هو لاعب كرة قدم سعودي.

## مسيرة اللاعب
كانت بداياته مع نادي الهلال و لعب بعدها لأندية الرائد والرياض و النجمة ووقع مع نادي الطائي في عام 2016 و لعب معهم موسمين وبعدها عاد إلى نادي الرياض .

## الحياة الشخصية
عبد العزيز هو شقيق كل من اللاعبين فهد المفرج ومتعب المفرج .